# Chinchilla lanigera
Il cincillà a pelo lungo (Chinchilla lanigera (Molina, 1782)) è un mammifero roditore della famiglia Chinchillidae.

## Descrizione
Peso femmina 500-600 g; maschio 400-500 g
Mantello pelliccia molto folta e morbida; colori vari

## Distribuzione

## Status di conservazione
La IUCN red list classifica questa specie come vulnerabile (VU).